# Synagoge (Issum)

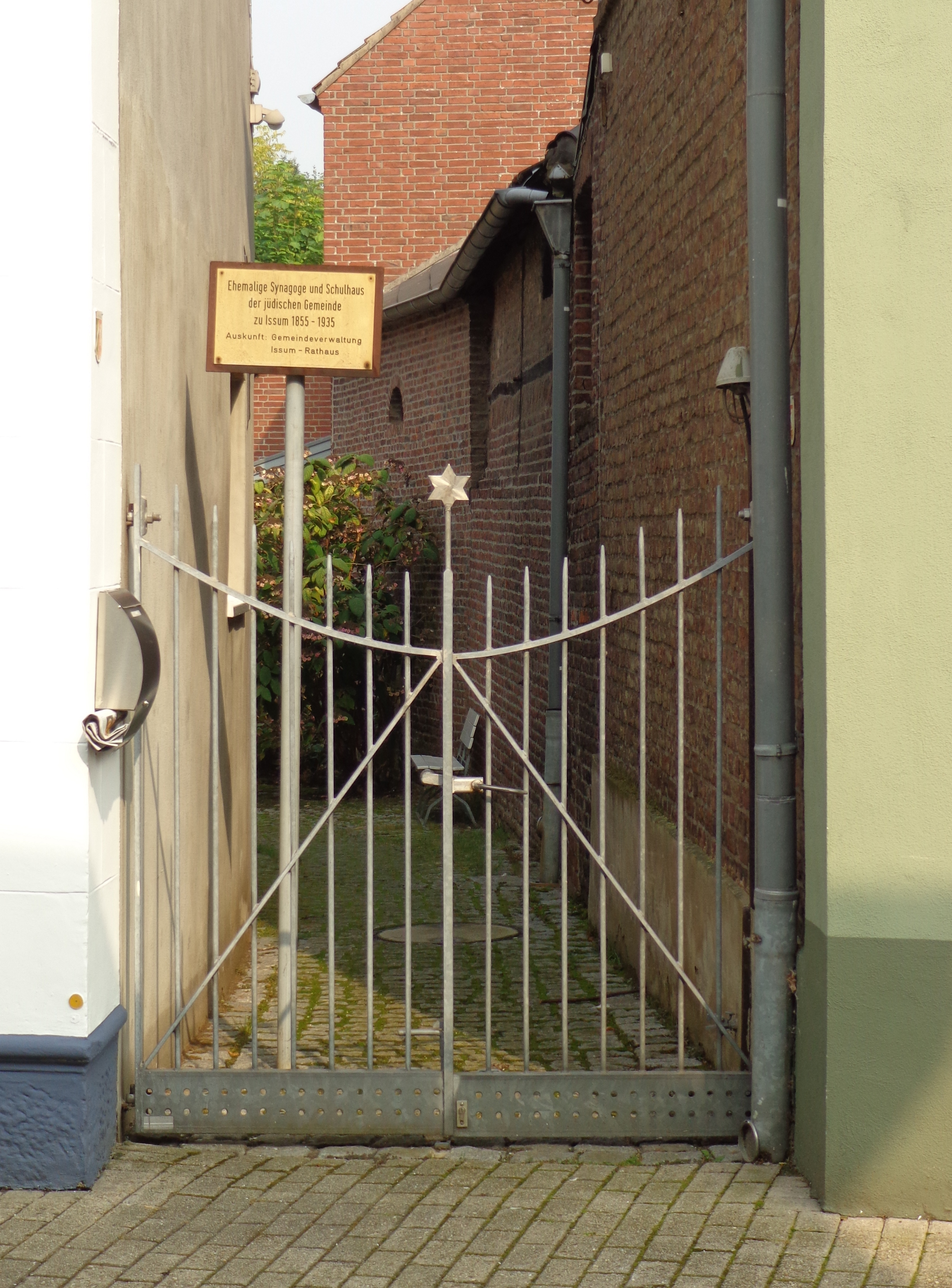
Zugang zur Synagoge in Issum

Die Synagoge in Issum, einer Gemeinde im Kreis Kleve in Nordrhein-Westfalen, wurde in den 1860er Jahren errichtet. Die Synagoge in der Kapellener Straße 30 ist ein geschütztes Baudenkmal. Im Jahr 1869 wurden ein Schulhaus mit Lehrerwohnung und eine Mikwe neben der Synagoge erbaut.
Seit Ende der 1920er Jahre fanden keine Gottesdienste mehr in der Synagoge von Issum statt. Das Synagogengebäude war bereits um 1900 in den Besitz der jüdischen Gemeinde Geldern übergegangen, die es 1935 an einen Privatmann veräußerte, weshalb das Synagogengebäude die Zeit des Nationalsozialismus unbeschädigt überstand.

## Heutige Nutzung
Die Gemeinde Issum erwarb im Jahr 1987 die Synagoge und das Schulgebäude und richtete den Synagogenraum als Gedenkstätte für die ehemaligen jüdischen Bürger Issums und des umliegenden Gebietes ein.